# Абісальний рахітизм

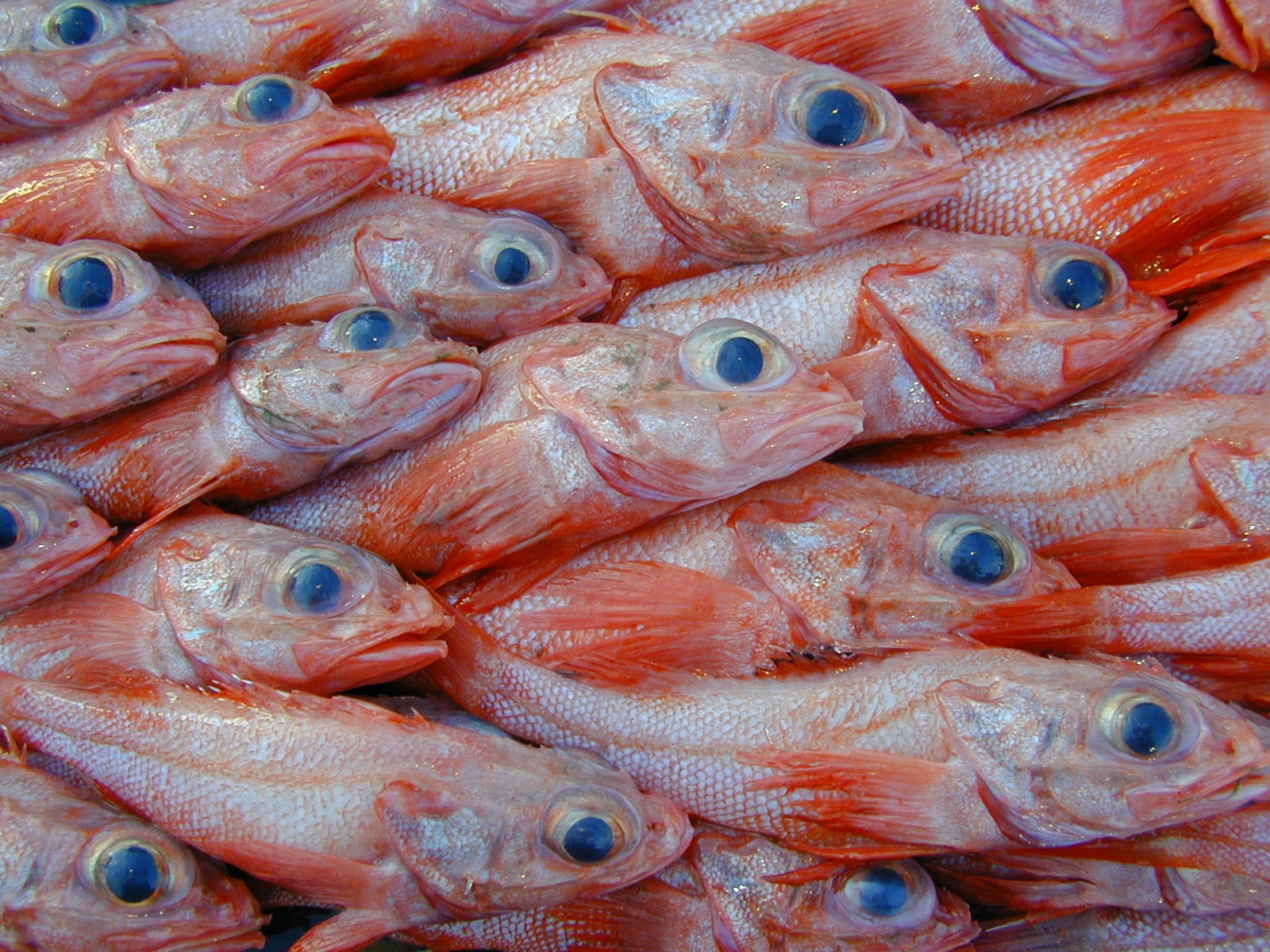
Sebastolobus altivelis

Абісальний рахітизм, форма  адаптації у глибоководних тварин (риби Sebastolobus, форамініфери, губки, голкошкірі та інші), що виражається в наявності у них замість кісткового скелету хрящового. Завдяки А.р. (зумовленому недонасиченістю води  карбонатами) вони набувають нейтральну плавучість, можливість економії енергії.